# Gianni Mina
Gianni Mina (* 9. Februar 1992 in Les Abymes, Guadeloupe) ist ein französischer Tennisspieler.

## Karriere
Gianni Mina spielt hauptsächlich auf der ATP Challenger Tour und der ITF Future Tour. Er konnte bislang fünf Einzel- und zwei Doppeltitel auf der Future Tour feiern. Sein Debüt auf der ATP World Tour gab er 2010 bei den Open de Nice Côte d’Azur in Nizza, für die er von der Turnierleitung eine Wildcard erhielt. Er verlor seine Auftaktpartie gegen Łukasz Kubot mit 5:7 und 4:6. Eine Woche später erhielt er für die French Open erneut eine Wildcard und traf in der ersten Runde auf den damaligen Weltranglistenzweiten Rafael Nadal, gegen den er mit 2:6, 2:6 und 2:6 verlor.
Für das Hauptfeld eines ATP-Turniers qualifizierte sich Mina erstmals im Juli 2014 beim Crédit Agricole Suisse Open Gstaad, bei dem er in der ersten Runde Henri Laaksonen unterlag.